# کیامیس
کیامیس(اندونزیایی: Ciamis) شهری در استان جاوه غربی کشور اندونزی است. جمعیت این شهر بر اساس سرشماری سال ۲۰۰۰ میلادی ۱۱۵٫۸۹۰ تن بوده که در سال ۲۰۰۷ میلادی به ۱۲۶٫۷۵۶ نفر افزایش یافته‌است.